# Adam Hirschmann
Adam Hirschmann (* 24. Mai 1856 in Wappersdorf bei Neumarkt in der Oberpfalz; † 25. Januar 1933 in Hilpoltstein/Mfr.) war ein deutscher Geistlicher und Diözesanhistoriker.
Hirschmann stammte aus einer Bauernfamilie. Er besuchte das Gymnasium in Eichstätt und studierte im Anschluss Theologie. 1881 wurde er zum Priester geweiht. Anschließend war er Kooperator in verschiedenen Pfarreien. 1885 wurde er Pfarrer in Schönfeld. Eine angestrebte Professur lehnte der Bischof aufgrund bäuerlicher Manieren ab. 1899 wurde er Stadtpfarrer in Greding. In seiner Amtszeit wurden das Pfarrhaus in Greding gebaut und die Martinskirche in Greding, St. Johannes der Täufer in Mettendorf, St. Pankratius in Herrnsberg, St. Thomas in Landerzhofen, St. Peter und Paul in Hausen und St. Ägidius in Röckenhofen renoviert. 1922 wurden Röckenhofen und Herrnsberg ausgepfarrt und Hirschmann ging aufgrund von Krankheit als Benefiziat nach Hilpoltstein. Die Stadt Greding ernannte ihn zu ihrem ersten Ehrenbürger.
Hirschmann verfasste über 100 Arbeiten, die meist von der Geschichte des Bistums Eichstätt handelten.